# The Clorox Company
The Clorox Company (anteriormente Clorox Chemical Co.), con sede en Oakland, California, es una compañía fabricante y comercializadora estadounidense de productos de consumo en todo el mundo. Cuenta con aproximadamente 8700 empleados a 30 de junio de 2018.
Los productos Clorox se venden principalmente a través de comerciantes masivos, puntos de venta minoristas, canales de comercio electrónico, distribuidores y proveedores de suministros médicos. Las marcas de Clorox incluyen su cloro y productos de limpieza, tales como Burt's Bees, Formula 409,  Glad,  Hidden Valley,  Kingsford, Kitchen Bouquet, KC Masterpiece, Liquid-Plumr, Mistolin, Pine-Sol, Poett, Soy Vay, RenewLife, Tilex, SOS, Fresh Step, Scoop Away y Ever Clean camadas para gatos.

## Historia

### 1913-1927
El producto y la compañía se remontan al 3 de mayo de 1913, cuando cinco empresarios, Archibald Taft, un banquero; Edward Hughes, un proveedor de madera y carbón; Charles Husband, un contable; Rufus Myers, un abogado; y William Hussey, un minero, invirtió $ 100 cada uno para establecer la primera fábrica de blanqueador líquido a escala comercial en los Estados Unidos, en el lado este de Bahía de San Francisco. La firma recibió el primer nombre de  'Electro-Alkaline Company' . El nombre de su producto original de cloro, Clorox, fue acuñado como un portmanteau (acrónimo ) de cloro e hidróxido de sodio, los dos ingredientes principales. El empaque original de Clorox presentaba un logotipo en forma de diamante y la forma del diamante ha persistido de una forma u otra en la marca Clorox hasta el presente.

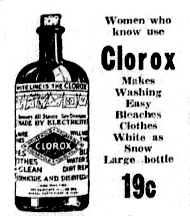
Anuncio de lejía Clorox en un periódico de 1922.

Sin embargo, el público no sabía mucho sobre la lejía líquida cuando debutó la lejía Clorox. Aunque la Compañía Electroalcalina comenzó lentamente y estaba a punto de colapsarse rápidamente, no sería hasta 1916 cuando el inversionista William Murray se hizo cargo de la compañía como gerente general. Su esposa, Annie Murray, impulsó la creación de un blanqueador líquido menos concentrado para uso doméstico, creó la demanda de los clientes al regalar botellas de muestra de 15 onzas en el supermercado de la familia en el centro de Oakland. Poco después, se corrió la voz y, en 1917, Electro-Alkaline Company comenzó a enviar cloro blanqueador a la costa este a través del Canal de Panamá.

### 1928-años 60
El 28 de mayo de 1928, la compañía salió a bolsa en la Bolsa de Valores de San Francisco y cambió su nombre a Clorox Chemical Co. Butch, una versión animada de la botella de lejía Clorox, se usó en publicidad y se hizo conocida, incluso sobreviviendo a la transición de 1941 de botellas con tapón de goma a tapones de rosca.
Clorox Chemical Company fue lo suficientemente fuerte como para sobrevivir a la Gran Depresión a lo largo de la década de 1930, logrando la distribución nacional de cloro en el proceso, pero durante la Segunda Guerra Mundial, aunque el cloro de cloro fue útil como producto de primeros auxilios para los estadounidenses armados. Fuerzas, uno de los ingredientes del blanqueador se estaba racionando, ya que, según las órdenes del gobierno de EE. UU., la escasez de cloro gaseoso forzó a muchos fabricantes de blanqueadores a reducir la concentración de hipoclorito de sodio en sus productos, diluyéndolos así con agua. Clorox, sin embargo, se negó y eligió vender menos unidades de un producto de gran potencia, lo que establece una reputación de calidad.
En 1957, Clorox fue comprado por Procter & Gamble, que cambió el nombre de su nueva filial a «The Clorox Company». Casi de inmediato, una empresa rival se opuso a la compra y fue impugnada por la Comisión Federal de Comercio (FTC), que temía que sofocara la competencia en el mercado de productos para el hogar. La FTC ganó en 1967 después de una batalla de 10 años, en la que la Corte Suprema de los Estados Unidos dictaminó que P&G debía deshacerse de The Clorox Company. Así, el 1 de enero de 1969, Clorox se independizó nuevamente.

### Años 70-años 90
A lo largo de los años 70 y 80, Clorox llevó a cabo un agresivo programa de expansión en el que intentó establecerse como un importante conglomerado diversificado de productos de consumo, como P&G. En 1970, Clorox introdujo el cloro Clorox 2 para todo tipo de telas. Más tarde, en ese período, adquirió una serie de marcas que siguen siendo parte de su cartera actual, incluyendo Fórmula 409, Liquid-Plumr, Kingsford y desarrolló productos de limpieza como el removedor de moho instantáneo Tilex. Incluso adquirió una marca de aderezo ranchero que aún era nueva en el mercado, conocida como «Hidden Valley»
En 1988, Clorox llegó a un acuerdo de licencia y distribución que llevó los filtros de agua Brita a los Estados Unidos. La compañía adquirió el control exclusivo de la marca para los Estados Unidos y Canadá en 1995 cuando adquirió Brita. Participaciones internacionales (Canadá). En 2000 aseguró el mercado restante de América de Brita.
En 1990, Clorox compró Pine-Sol.
En 1999, Clorox adquirió First Brands, la antigua división de productos de consumo de Union Carbide, en la transacción más grande en su historia. Marcas como Glad, Handi-Wipes (que First Brands adquirió de Colgate-Palmolive varios meses antes de la adquisición de Clorox) y STP Se convirtieron en parte de la cartera de Clorox. La adquisición de First Brands duplicó el tamaño de la compañía y la ayudó a aterrizar en la lista Fortune 500 por primera vez el año siguiente.

### Años 2000-presente
Durante la siguiente década, la compañía se centró en las grandes tendencias de consumo que incluían sostenibilidad, salud y bienestar, multicultural y asequibilidad/valor. En 2002, Clorox formó una empresa conjunta con Procter & Gamble para crear bolsas de basura, envoltorios de alimentos y contenedores con los nombres Glad, GladWare y marcas comerciales relacionadas. Como parte de este acuerdo, Clorox vendió una participación del 10 % en los productos Glad a P&G, que aumentó a 20 % en 2005.
En 2007, la compañía adquirió Burt's Bees. El próximo año, se convirtió en el primer comercializador de EE. UU. en desarrollarse a nivel nacional. lanzar una línea de limpieza natural, Green Works, en el pasillo de limpieza convencional. En 2010, Clorox arrojó negocios que ya no eran un buen ajuste estratégico para la compañía, anunciando que estaba vendiendo las marcas Armor All y STP a Avista Capital Partners. En 2011, Clorox adquirió las marcas Aplicare y HealthLink, reforzando su presencia en la industria de la salud. El ingreso operativo en 2017 fue de 1100 millones de dólares. Con aproximadamente 8100 empleados en todo el mundo al 30 de junio de 2017, los ingresos anuales del período que terminó el 30 de junio de 2017 fueron iguales a 6000 millones de dólares, que clasificó a la compañía en el puesto 453 en el Fortune 500.
En 2008, The Clorox Company se convirtió en la primera gran empresa de productos de consumo envasados en desarrollar y lanzar a nivel nacional una línea verde de productos de limpieza, Green Works, en el pasillo principal de limpieza.
En 2011, la Compañía Clorox integró los informes responsabilidad social corporativa (CSR) con los informes financieros. El informe anual de la compañía para el año fiscal que finaliza en junio de 2011 compartió datos sobre el desempeño financiero y avances en el desempeño ambiental, social y de gobierno.
En 2018, Clorox compró Nutranext Business, LLC por aproximadamente 700 millones de dólares. Nutranext, con sede en Florida, fabrica multivitaminas naturales, minerales especiales que se usan como ayudas para la salud y suplementos para el cabello, la piel y las uñas.

## Marcas

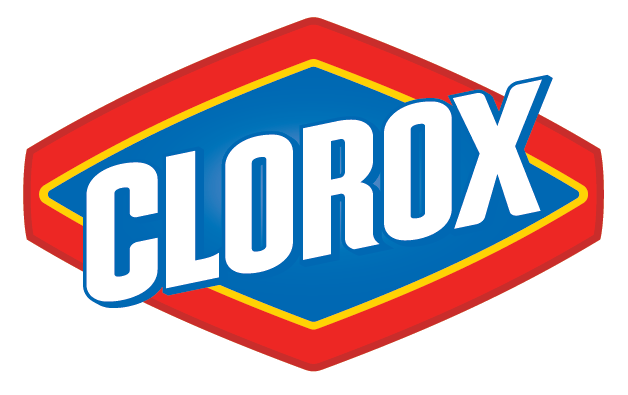
Logotipo de Clorox para marcas orientadas al consumidor.

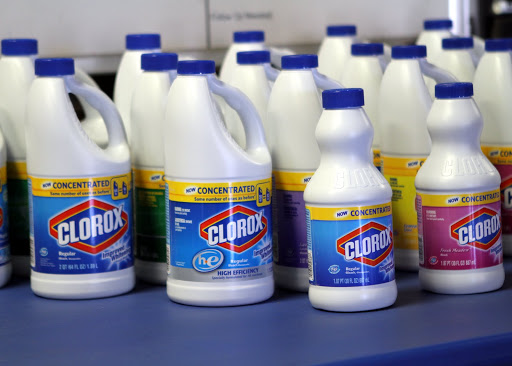
Productos Clorox.

The Clorox Company actualmente posee varias marcas reconocidas de productos para el hogar y profesionales en una amplia variedad de productos, entre ellos:
- Sistemas de filtración de agua Brita (solo en América).[26]
- Burt's Bees. Cosméticos naturales y productos de cuidado personal.
- Fresh Step, Scoop Away y Ever Clean. Productos para gatos.
- Fórmula 409. Limpiadores de superficies duras.
- Glad. Bolsas de almacenamiento, bolsa de basura, Press'n Seal, GladWare contenedores (joint venture con P&G como 20 % accionista minoritario).
- Aderezos y condimentos para sándwiches, salsas y mezclas de aderezos, crutones y aderezos para ensaladas, guarniciones y aperitivos.
- Limpiadores naturales Green Works.
- Kitchen Bouquet, KC Masterpiece y salsas Soy Vay.
- Kingsford. Carbón de leña.
- Lestoil. Limpiador de ropa y multiusos de servicio pesado.
- Liquid-Plumr. Limpiador de desagüe.
- Pine-Sol, Tilex, y S.O.S. Productos de limpieza.
- Renew Life. Productos de salud digestiva.[12]
- Clorinda: lejia y productos de limpieza y desinfección, marca alternativa de Clorox Chile.

Por razones históricas, y en ciertos mercados, los productos de lejía de la compañía se venden bajo marcas regionales. En 2006, Clorox adquirió la línea Javex de productos de lejía en Canadá y líneas de productos similares en partes de América y América del Sur, de Colgate-Palmolive.
Ventas netas de Clorox (2013–2015)
|                           | FY 2018 | FY 2017 | FY 2016 | FY 2015 | FY 2014 |
| ------------------------- | ------- | ------- | ------- | ------- | ------- |
| Millones de dólares (USD) | 6124    | 5973    | 5761    | 5655    | 5514    |

Los ingredientes de la lejía Clorox son agua, hipoclorito de sodio, cloruro de sodio, carbonato de sodio, clorato de sodio, hidróxido de sodio y poliacrilato de sodio.

## Responsabilidad corporativa
En 2011, Clorox Company se convirtió en uno de los primeros en adoptar una tendencia corporativa para integrar los informes de responsabilidad social corporativa (CSR) con los informes financieros. El informe anual de la compañía para el año fiscal que finalizó en junio de 2011 compartió datos sobre el desempeño financiero, así como los avances en el desempeño ambiental, social y de gobierno. En 2015, la compañía se convirtió en signataria del Pacto Mundial de las Naciones Unidas, una gran iniciativa de responsabilidad corporativa.

## Mercadotecnia

### Campañas publicitarias y premios
En 2012, la campaña publicitaria «Clorox Bleachable Moments» obtuvo plata y bronce en los Clio awards para DDB Worldwide, la agencia que produjo los anuncios. Otro anuncio producido por DDB en 2012, un sugerente spot de Liquid Plumr titulado Double Impact fue nombrado «Vídeo viral del año» por Advertising Age en la categoría de «:60 spots». La compañía se incluyó en la Advertising Age's' 2015 Marketer A-List. La marca Burt's Bees fue clasificada como una de las más auténticas marcas de los consumidores estadounidenses, según el quinto informe anual de Authentic Brands de Cohn & Wolfe.
En 2017, la marca Clorox de la compañía lanzó una campaña publicitaria para «establecer un propósito mayor para la marca», al defender un «mundo más limpio donde la gente prospere». También en 2017, la marca Burt's Bees de la compañía anunció el lanzamiento de su producto más grande en la categoría de belleza a través de la campaña I Am Not Synthetic.

### Alegaciones de publicidad sexista
Durante 2006 y 2007, un comercial de Clorox que se transmitió a nivel nacional mostró a varias generaciones de mujeres lavando ropa. El comercial incluía las palabras «Tu madre, tu abuela, su madre, todas lavaban la ropa, tal vez incluso un hombre o dos». El colectivo feminista criticó el comercial por insinuar que hacer la colada es un trabajo solo para mujeres.
El eslogan «Mamá tiene la magia de Clorox» fue criticado por motivos similares. El eslogan apareció por primera vez en un comercial de Clorox en 1986. Una versión modificada del comercial se realizó de 2002 a 2004.
En 2009, Clorox recibió quejas de sexismo por un anuncio que mostraba la camisa de vestir blanca de un hombre manchada de labios con la leyenda «Clorox. Sacando a los muchachos del agua caliente por generaciones». El anuncio, y otros, fueron producidos expresamente para el programa de televisión Mad Men, aprovechando «el estilo vintage único del programa para crear un vínculo entre el comportamiento del consumidor clásico y el moderno».

### Reacciones a reclamaciones de productos

#### Green Works
En 2008, el Sierra Club aprobó la línea Clorox Green Works. El Director Ejecutivo de Sierra Club, Carl Pope, declaró que uno de los objetivos principales de una organización sin fines de lucro es «fomentar comunidades vibrantes y saludables con agua limpia y aire libre de contaminación. Productos como Green Works ayudan para lograr este objetivo en el hogar». Sierra Club también se asoció con Clorox «para promover una línea de productos de limpieza natural para los consumidores que se están moviendo hacia un estilo de vida más verde». La asociación «causó cismas» en el club, lo que contribuyó en parte a la decisión Pope de renunciar.
También en 2008, la División Nacional de Publicidad le dijo a Clorox que suspendiera o modificara sus anuncios de Green Works en el terreno en que los limpiadores no funcionan tan bien como los limpiadores tradicionales, como Clorox había afirmado.
En 2009, Clorox recibió más críticas por su línea Clorox Green Works, en cuanto a las reclamaciones de que los productos son amigables con el medio ambiente. Varios productos Clorox Green Works contienen etanol, que según grupos ambientales no es rentable ni ecológico. Muchos productos Green Works también contienen laurisulfato sódico, un conocido irritante para la piel. Women's Voices for the Earth han cuestionado si la línea de Clorox Green Works es greenwashing, ya que los productos «verdes» de Clorox son mucho más numerosos que sus productos tradicionales, y preguntan «¿Por qué vender un conjunto de productos que tienen ingredientes peligrosos y otros que no?».